# 레텐 터널
레텐 터널(독일어: Lettentunnel)은 스위스 취리히에 있는 사용되지 않는 철도 터널이다. 취리히 중앙역에서 라퍼스빌역까지 취리히호 우안 철도의 옛 노선에 위치해 있다. 지역 철도 지형의 급격한 변화로 인해 터널은 1990년에 대체되었고, 2002년까지 폐쇄, 봉인되었다.
1894년에 건설된 취리히호 우안 철도는 취리히 시를 관통하는 주요 강인 리마트강의 육교를 통해 시계 방향으로 270도 회전하기 전에 서쪽 방향으로 취리히 중앙역에서 출발하는 단일 선로였다. 그 다음 그것은 슈타델호펜역에 도달하기 위해 레텐역과 레텐 터널을 통과했다. 취리히 중앙역과 슈타델호펜 사이의 거리는 직선으로 1.5km 떨어져 있음에도 불구하고 약 5km였다.
1990년에 레텐 터널은 히르센그라벤 터널로 대체되었으며, 이 터널은 리마트강 아래에 있는 취리히 중앙역의 저층 플랫폼을 통해 새로운 플랫폼에서 슈타델호펜까지 직접 경로를 취했다. 새로운 노선이 개통된 후 원래의 철도 노선과 터널은 더 이상 사용되지 않게 되었다. 철도 노선은 1998년에 폐쇄되었고 2002년에 제거되었으며, 터널이 메워지고 봉인되었다.
터널의 북쪽 입구는 이전 레텐 기차역과 리마트강 유역의 레텐 발전소에서 가까운 위치에서 여전히 볼 수 있다. 리마트강 위의 다리를 포함하여 터널에 대한 북쪽 접근 방식은 현재 자전거와 보행자 경로로 사용된다.